# Roberto Vicentini

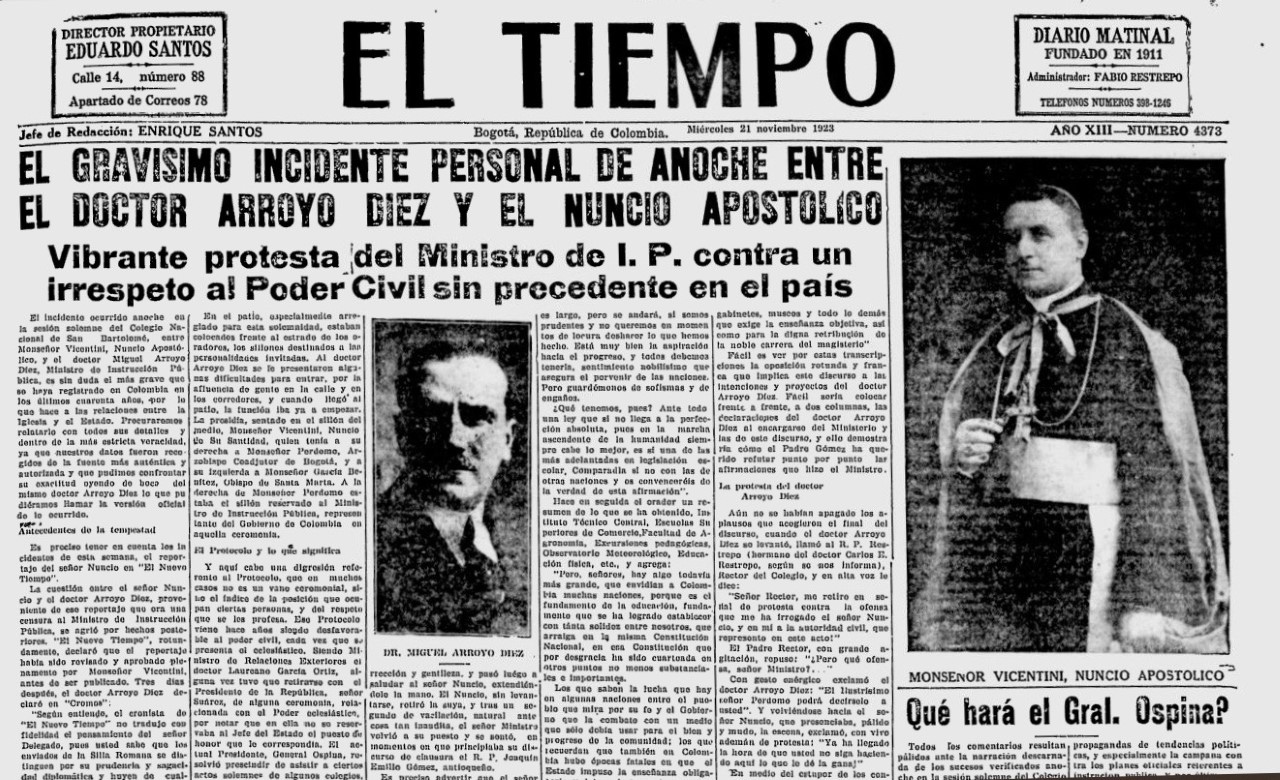
Erzbischof Roberto Vincentini als Apostolischer Nuntius in Kolumbien (rechts; Artikel der Tageszeitung El Tiempo, 1923)

Roberto Vicentini (* 30. Juni 1878 in L’Aquila, Italien; † 10. Oktober 1953) war ein italienischer Geistlicher, römisch-katholischer Erzbischof und Diplomat des Heiligen Stuhls und Patriarch.

## Leben
Am 19. Mai 1921 ernannte ihn Papst Benedikt XV. zum Titularerzbischof von Helenopolis in Palaestina und bestellte ihn zum Internuntius in den Niederlanden. Kardinalstaatssekretär Pietro Kardinal Gasparri spendete ihm am gleichen Tag die Bischofsweihe; Mitkonsekratoren waren der Apostolische Delegat in Japan, Erzbischof Pietro Fumasoni Biondi, und der Erzbischof von L’Aquila, Adolfo Turchi. Am 2. Mai 1922 wurde Roberto Vicentini Apostolischer Nuntius in Kolumbien.
Am 24. Dezember 1925 ernannte ihn Papst Pius XI. zum lateinischen Titularpatriarchen von Antiochien.